# Perusphaerium striatum
Perusphaerium striatum är en mångfotingart som beskrevs av Karl Wilhelm Verhoeff 1941. Perusphaerium striatum ingår i släktet Perusphaerium och familjen kuldubbelfotingar. Inga underarter finns listade i Catalogue of Life.